# Remeniny
Remeniny és un poble i municipi d'Eslovàquia. Es troba a la regió de Prešov, al nord del país.

## Història
La primera referència escrita de la vila data del 1356.

## Demografia
| Godina             | 1994 | 2004   | 2014   | 2024   |
| ------------------ | ---- | ------ | ------ | ------ |
| Nombre de persones | 276  | 294    | 302    | 282    |
| Diferència         |      | +6,52% | +2,72% | −6,62% |

| Godina             | 2023 | 2024   |
| ------------------ | ---- | ------ |
| Nombre de persones | 270  | 282    |
| Diferència         |      | +4,44% |